# أغاريتين
الأغاريتين هو نوع من السموم الفطرية مشتق من الهيدرازين العطري وينتج في بعض أنواع الفطر من جنس غاريقون.

## المنشأ
يُعتبر الأغاريتين مادة كيميائية نباتية طبيعية المنشأ وُجدت في 24 نوعًا على الأقل من أجناس الغاريقون، والليوكوغارقون، والماكرولبيوتا. وتوجد هذه الأنواع من الفطريات في جميع أنحاء العالم، وتنمو في مجموعة واسعة من الموائل، ويُزرع أحد أنواعها وهو الغاريقون ثنائي البوغ في أكثر من 70 دولة وفي كل قارة من قارات العالم باستثناء القارة القطبية الجنوبية، وهو فطر له أهمية اجتماعية واقتصادية خاصّة في البلدان المتقدمة.
يتباين مقدار محتوى الأغاريتين في كل نوع من أنواع الفطريات المذكورة سلفاً. فعلى سبيل المثال، يتراوح محتوى الأغاريتين في الوزن الطازج من خام الغاريقون ثنائي البوغ ما بين 0.033٪ و0.173٪، بمتوسط 0.088٪. وتوجد أكبر كمية من مادة الأغاريتين في غطاء وخياشيم الجسم الثمري للفطر، بينما توجد أقل كمية من الأغاريتين في الساق. يتأكسد الأغاريتين بسرعة عند تخزينه، ويتحلل تمامًا بعد 48 ساعة من وضعه في محلول مائي مع التعرض للاستخلاص بالماء أو الميثانول والعزل من المستخلص بإحدى طرق العزل المتعددة. وقد ثبت أيضًا أنه يتحلل بسهولة عند الطهي حيث تنخفض كميته بنسبة تصل إلى 90٪، وكذلك عند التجميد إذ تنخفض كميته بنسبة تصل إلى 75٪.

## السُمّية
لا توجد دراسات كافية بشأن احتماليّة وجود تأثير سامّ للأغاريتين على البشر. يستخدم الأغاريتين في بعض التجارب بكمّيات كبيرة كمادة مسرطنة. تعمل الإنزيمات الموجودة في الكلى الحيوانية على تكسير الأغاريتين إلى المستقلبات السامة رباعي هيدروكسي ميثيل فينيل الهيدرازين، وأيونات رباعي هيدروكسي ميثيل البنزينديازونين.

## التخليق الحيوي
يتم تصنيع الأغاريتين في مشيجة الفطر الخضرية ثم ينتقل بعد ذلك إلى الجسم الثمرى.

## في الصناعة
يمكن استخراج الأغاريتين من نفايات الفطر باستخدام الماء أو الميثانول، ثم يتم عزله من المستخلص بطرق مختلفة. بلغت نسبة الأغاريتين الإجمالية المستخدمة في الصناعة في جميع أنحاء العالم نحو 83٪، وقدرت عائداتها الإجماليّة بحواليّ 33٪.